# شورای سلطنت
شورای سلطنت نهادی سیاسی بود که در آخرین روزهای حکومت شاهنشاهی ایران، با پیشنهاد علی امینی و به دستور محمدرضا پهلوی  ادارهٔ موقت کشور در زمان خروج شاه و هم‌چنین تماس با انقلابیون، به‌منظور امتیاز دادن به آن‌ها و کنترل اوضاع در تاریخ ۲۳ دی ۱۳۵۷ تشکیل گردید.
ابتدا اعضای زیر به‌عنوان اعضای شوای سلطنت معرفی شدند:
- شاپور بختیار
- سید محمد سجادی
- جواد سعید
- سید جلال‌الدین تهرانی (رئیس شورای سلطنت)
- محمدعلی وارسته (نیابت رئیس شورای سلطنت)[۲]
- عبدالله انتظام
- علیقلی اردلان(وزیر دربار)
- عبدالحسین علی‌آبادی (دادستان سابق کل کشور)
- عباس قره‌باغی